# Jöns Brudsson (Lejonansikte, Bengt Nilssons ätt)
Jöns Brudsson (Lejonansikte, Bengt Nilssons ätt), född på 1300-talet, död på 1400-talet, var en svensk häradshövding.

## Biografi
Jöns Brudsson (Lejonansikte, Bengt Nilssons ätt) var son till Brud Benason (Lejonansikte, Bengt Nilssons ätt). Han nämns första gången 1336 och var 1358 häradshövding i Uppvidinge härad, samt 1362. År 1418 förrättades arvskifte efter Jöns Brudsson.

### Egendom
Jöns Brudsson ägde jord i Aspelands härad, Handbörds härad och Östra härad i Småland, samt i Östergötland.

### Familj
Jöns Brudsson gifte sig första gången med Holmfrid. De fick tillsammans ett barn och Kristina Jonsdotter som var gift med Folke Petersson (Rossviksätten).
Han gifte sig andra gången 1351 med Kristina Hemmingsdotter, dotter till Hemming Tanne. De fick tillsammans barnen Hemming Jönsson och Sten Jönsson (var död 1418).